# Simon gazda áriája
Simon gazda áriája Joseph Haydn Az évszakok című oratóriumának egyik  betétdala a tavaszi főrészből.

## Kotta és dallam
A szöveg németül:
Schone eilet froh der Ackersmann zur Arbeit auf das Feld,

In langen Furchen schreitet er dem Pfluge flötend nach.